# Marco Domeniconi
Marco Domeniconi (ur. 29 stycznia 1984) – sanmaryński piłkarz występujący na pozycji pomocnika w Polisportiva Capanni, reprezentant San Marino w latach 2004–2017.

## Kariera klubowa
W latach 2001–2003 występował we włoskim klubie AC Sammaurese (Prima Categoria). Latem 2003 roku przeniósł się do AC Valleverde Riccione, gdzie przez 1,5 sezonu rozegrał 36 spotkań na poziomie Serie D. Na początku 2005 roku został na okres jednej rundy wypożyczony do ASD Del Conca (Eccellenza Emilia-Romagna). W sezonie 2005/06 był zawodnikiem Urbino Calcio, gdzie zaliczył 25 występów i zdobył 1 gola i na koniec rozgrywek spadł z Serie D. W sezonie 2006/07 występował w Realu Misano (Eccellenza Emilia-Romagna).
W latach 2007–2011 Domeniconi był graczem Virtusa San Mauro a Mare, z którym grał na poziomie Promozione Emilia-Romagna. W latach 2008–2011 – dzięki zezwalającym na to przepisom FSGC – był jednocześnie zarejestrowany jako zawodnik FC Fiorentino. 23 marca 2010 w barwach tego klubu rozegrał 1 mecz w Campionato Sammarinese przeciwko SS Virtus (1:2). Latem 2011 roku został graczem AC Sammaurese. W 2012 roku jego klub uzyskał promocję do Eccellenza Emilia-Romagna. W sezonie 2012/13 otrzymał od Lega Pro nagrodę dla wyróżniającego się piłkarza rozgrywek. W sezonie 2013/14 z 7 zdobytymi golami został trzecim najskuteczniejszym strzelcem zespołu i wystąpił w fazie play-off o awans do Serie D, w którym AC Sammaurese uległo FC Rieti 1:2 w dwumeczu. Po wygraniu grupy B w sezonie 2014/15 awansował z AC Sammaurese – po raz pierwszy w historii klubu – do Serie D. Wywalczył ponadto Coppa Italia Eccellenza Emilia-Romagna 2014/15, jednakże z powodu urazu nie mógł wystąpić w meczu finałowym z Crociati Noceto (5:1).
Latem 2015 roku został piłkarzem SS Folgore/Falciano. W październiku tego samego roku zdobył z tym zespołem Superpuchar San Marino po wygranej 2:0 nad SS Murata. W czerwcu 2016 roku ponownie został zawodnikiem AC Sammaurese, jednak po dwóch miesiącach opuścił klub z powodów rodzinnych i zawodowych i powrócił do SS Folgore/Falciano. Również w czerwcu 2016 roku nominowano go do nagrody Pallone di Cristallo. W sezonie 2017/18 zdobył ze swoim klubem wicemistrzostwo kraju po porażce w finale play-off 0:1 z SP La Fiorita. W lipcu 2018 roku zadebiutował w europejskich pucharach w meczu z UE Engordany (1:1) w kwalifikacjach Ligi Europy UEFA. W sezonie 2020/21 Domeniconi wywalczył mistrzostwo San Marino. Wkrótce po tym przeniósł się do włoskiego klubu Polisportiva Capanni (Seconda Categoria).

## Kariera reprezentacyjna
W październiku 2002 roku zanotował 3 występy w reprezentacji San Marino U-19 w turnieju kwalifikacyjnym do Mistrzostw Europy 2003. W 2003 roku rozegrał 3 mecze w kadrze U-21 podczas eliminacji Mistrzostw Europy 2004 przeciwko Łotwie (1:4), Szwecji (1:5) oraz Węgrom (1:2).
W kwietniu 2004 roku otrzymał od selekcjonera Giampaolo Mazzy pierwsze powołanie do seniorskiej reprezentacji San Marino na mecz towarzyski z Liechtensteinem w Serravalle. Rozegrał pełne spotkanie, a San Marino wygrało 1:0, odnosząc swoje jedyne dotychczasowe zwycięstwo. 6 września 2006 zagrał w przegranym 0:13 spotkaniu z Niemcami w eliminacjach Mistrzostw Europy 2008, co jest najwyższą porażką reprezentacji San Marino oraz jednocześnie najwyższą przegraną w meczach o punkty w strefie UEFA. W 2007 roku zrezygnował z gry w drużynie narodowej, chcąc skupić się na karierze klubowej oraz pracy zawodowej. W 2016 roku przyjął powołanie od Pier Angelo Manzaroliego i zanotował w kadrze 4 kolejne występy. Łącznie w latach 2004–2017 Domeniconi rozegrał w reprezentacji San Marino 20 spotkań, nie zdobył żadnej bramki.

## Sukcesy
AC Sammaurese
- Coppa Italia Eccellenza Emilia-Romagna: 2014/15

SS Folgore/Falciano
- mistrzostwo San Marino: 2020/21
- Superpuchar San Marino: 2015